# Deportiva Náutica Portugalete

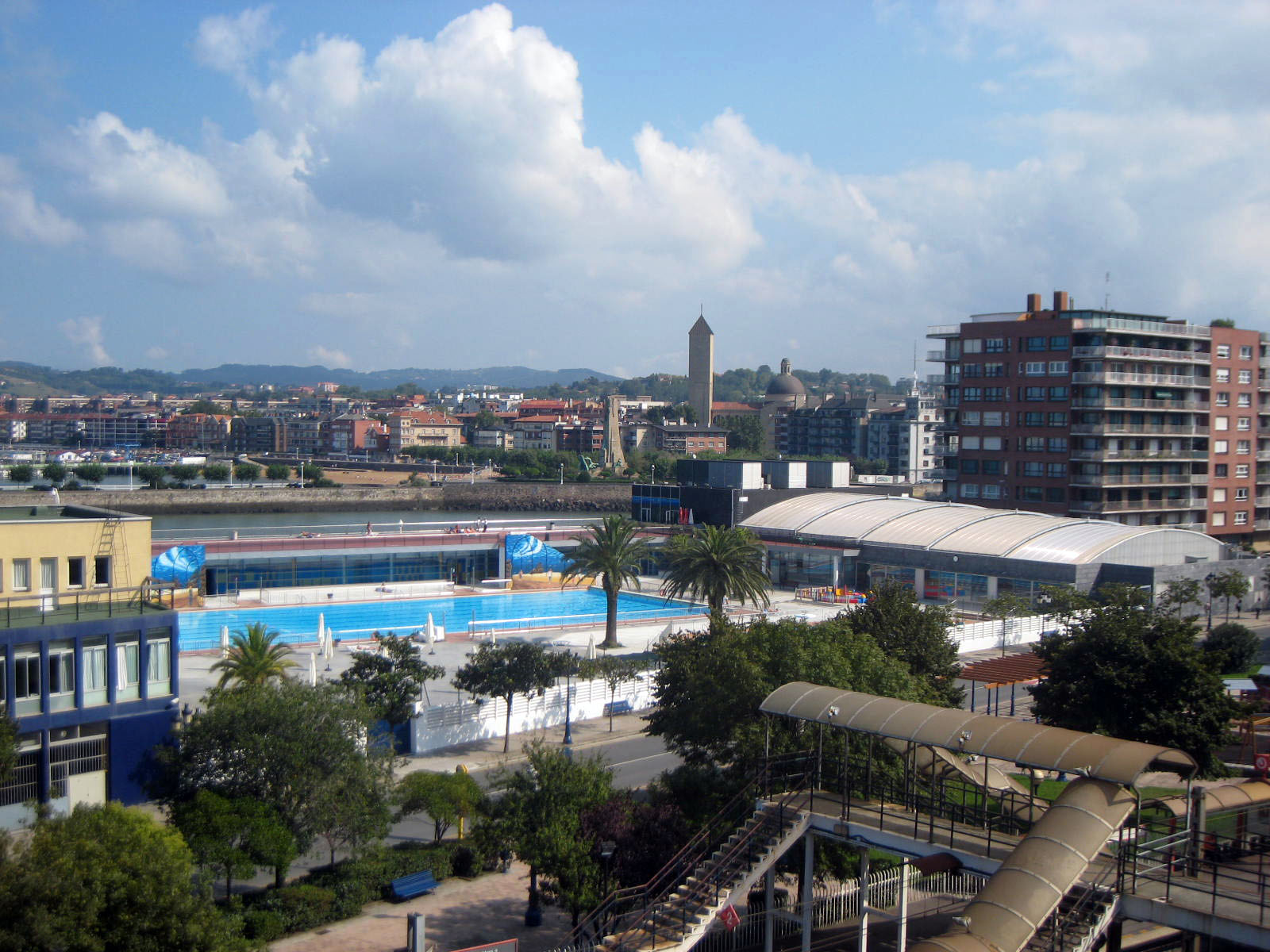
Piscinas en las que entrena la Deportiva Náutica de Portugalete.

La Deportiva Náutica Portugalete es un club acuático con sede en Portugalete (Vizcaya, España) y fundado en 1948. En el club se practican tres disciplinas: natación, natación sincronizada y waterpolo. Se trata del club de waterpolo con más antigüedad del País Vasco.

## Historia
El club fue fundado el 24 de abril de 1948, aunque desde principios del siglo xx, los portugalujos nadaban compitiendo en la ría o jugaban partidos de waterpolo en las inmediaciones de la plaza del Solar. Desde 1988, la RFEN ha elegido Portugalete para la celebración del Torneo Internacional de waterpolo de Portugalete, que, con el paso del tiempo, se ha afianzado en el calendario de la Liga LEN y de la FINA. Anualmente acuden a la villa selecciones del máximo nivel.

## Triunfos deportivos
Los días 29 y 30 de octubre de 1949, un grupo de bogadores de la Sociedad Náutica de Portugalete ganó en Avilés el Campeonato de España de Bateles. El tiempo empleado fue de 10 minutos y 7 segundos. 
En 1972 el nadador Ángel Santamaría ganó el descenso a nado de la ría del Navia, y en 1983 Javier Meléndez ganó la misma competición. En 2007 Erik Mangas (tetracampeón de España en 100 mariposa) fue convocado a los que se consideran campeonatos oficiosos de Europa en categoría infantil en Belgrado.
En 2009 su sección de waterpolo se unió a la del Club Natación Maristas. En todas las categorías (infantil, cadete, juvenil, sénior) se obtuvo el triunfo en sus respectivas ligas territoriales, y en categoría absoluta, además del ascenso, se proclamó campeón de Copa.

## Palmarés de waterpolo
- 7 Ligas Euskal Herria de waterpolo masculino (desde 1997)
- 1 copa Euskal Herria de waterpolo masculino (2010)
- Campeón infantil Vizcaya 2011